# Krusten-Steinbrech
Der Krusten-Steinbrech (Saxifraga crustata Vest; Syn.: Saxifraga incrustata (Vest) Vest) ist eine Pflanzenart aus der Gattung Steinbrech (Saxifraga) in der Familie der Steinbrechgewächse (Saxifragaceae).

## Beschreibung

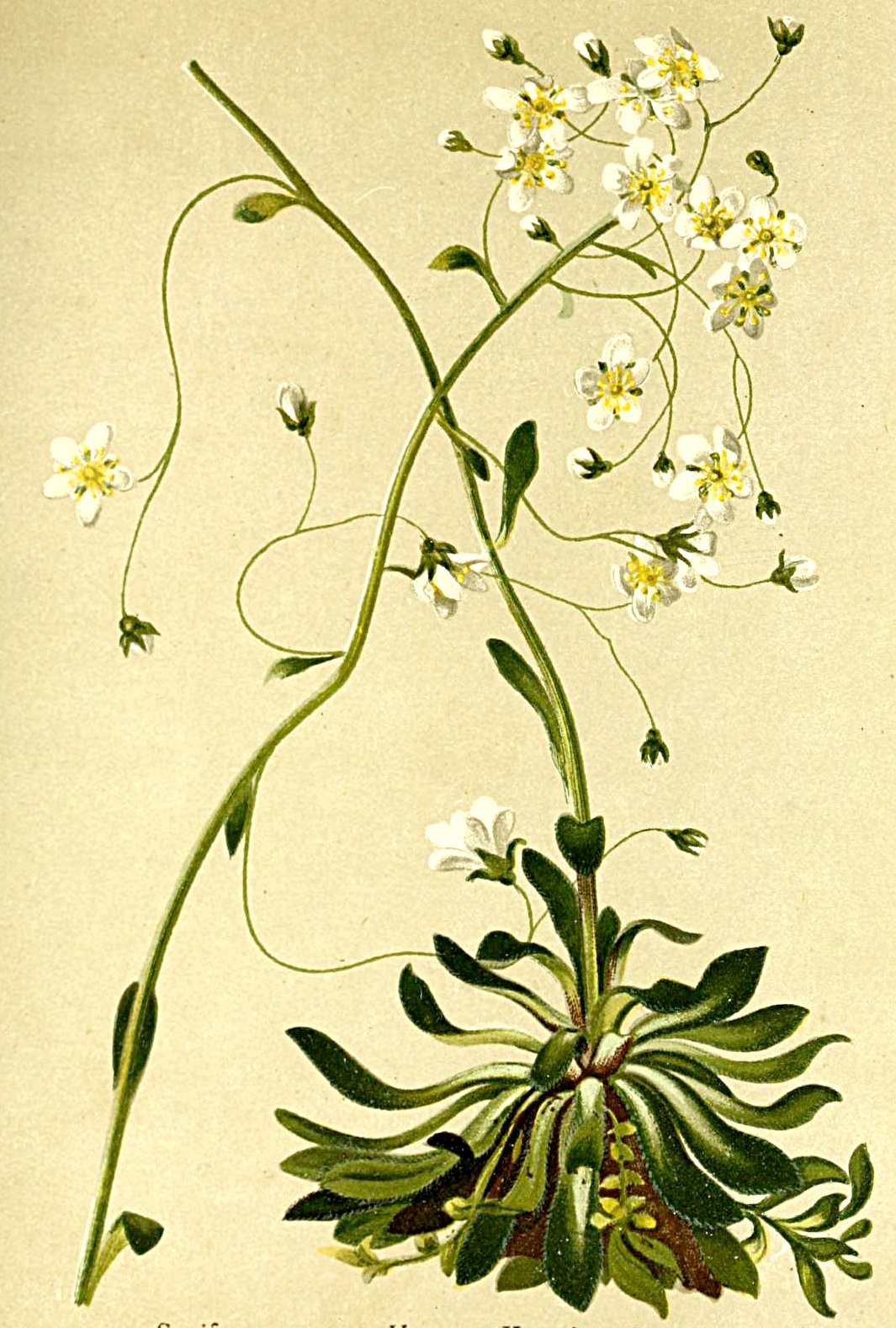
Krusten-Steinbrech, Illustration

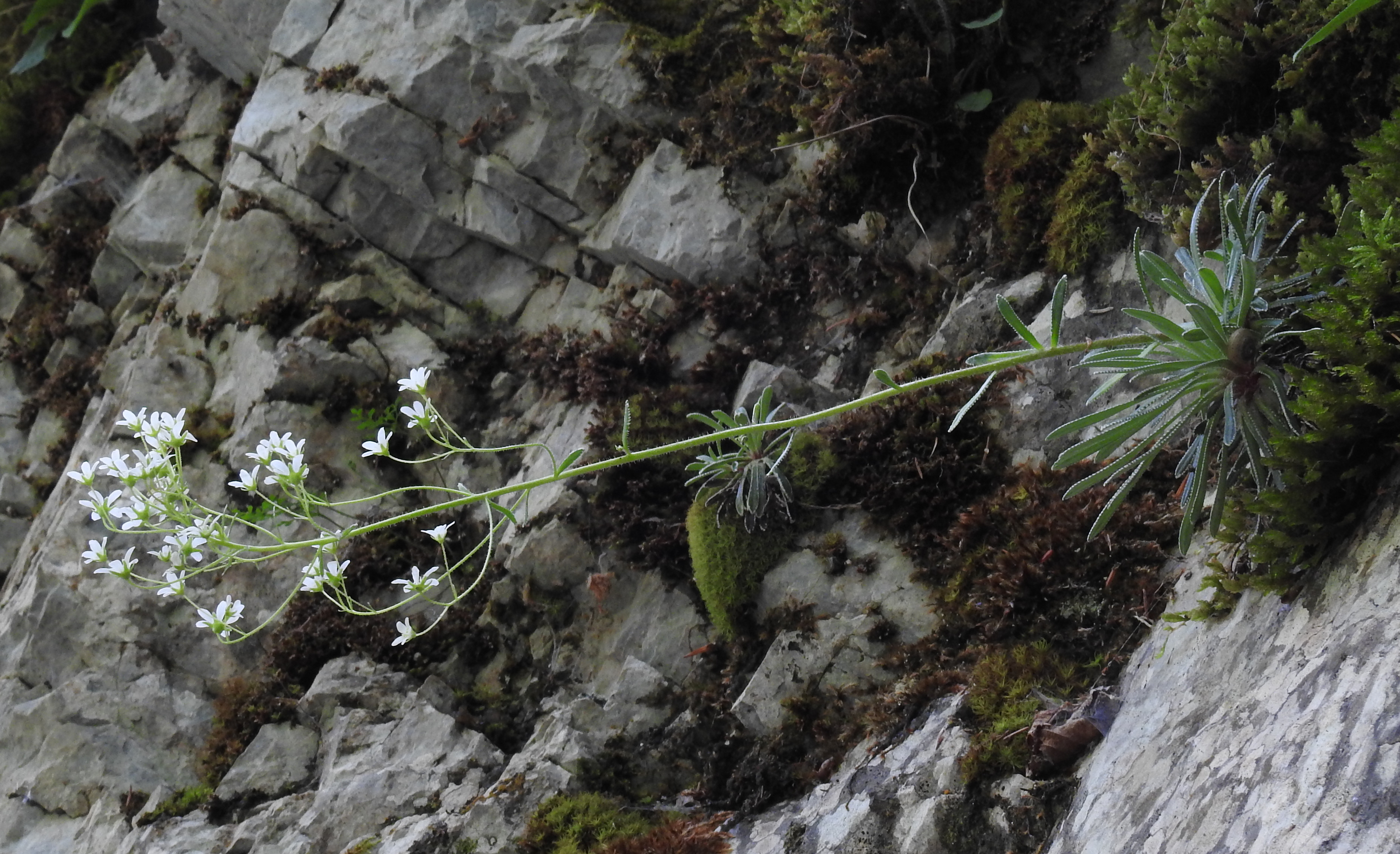
Krusten-Steinbrech in Kärnten

### Vegetative Merkmale
Der Krusten-Steinbrech ist eine ausdauernde Pflanze, die Wuchshöhen von 10 bis 30 Zentimeter erreicht. Sie ähnelt dem Trauben-Steinbrech, ist aber zierlicher. Die Rosettenblätter sind 10 bis 60 Millimeter lang, 2 bis 3 Millimeter breit, lang, schmal-linealisch und verschmälern sich zum Grund hin. Sie sind langhaarig bewimpert, graugrün und häufig von einer Kalkkruste bedeckt. An der Spitze sind sie bogig nach außen gekrümmt. Der Blattrand ist undeutlich gekerbt und meist ganzrandig sowie dicht besetzt mit kalkausscheidenden Grübchen. 

### Generative Merkmale
Blütezeit ist von Juni bis August. Der Blütenstand ist eine Rispe oder Traube, die oft in einen Ebenstrauß übergeht. Die Äste sind ein- bis dreiblütig. Die 5 Kelchzipfel sind länglich-eiförmig und 1,5 bis 2 Millimeter lang. Die 5 Kronblätter sind verkehrt eiförmig, stumpf, etwa 5 Millimeter lang und meist einfarbig weiß. Die 10 Staubblätter sind halb so lang wie die Kronblätter. Der Fruchtknoten ist fast ganz unterständig. Die Fruchtkapsel ist kugelig, 4 Millimeter lang mit kurzen spreizenden Stylodien und aufrechten Kelchzipfeln. Die Samen sind eiförmig, netzig grubig und schwarz.
Die Art hat die Chromosomenzahl 2n = 28.

## Vorkommen
Der Krusten-Steinbrech ist ein Endemit der südöstlichen Kalkalpen, wo er östlich der Etsch bis Slowenien, Bosnien, der Herzegowina und Westserbien vorkommt. Er wächst in der montanen bis alpinen Stufe etwa von 600 bis 2400 Meter Meereshöhe an Kalkfelsen sowie auf offenen kalkreichen Böden in Höhenlagen. Er ist eine Charakterart der Gesellschaften des Verbands Potentillion caulescentis.